# Steinpflaster

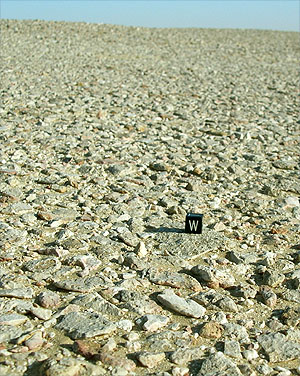
Wüstenpflaster. Der Maßstabswürfel hat die Kantenlänge 1 cm.

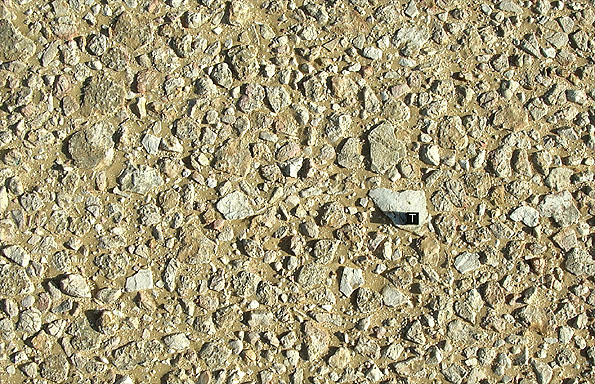
Wüstenpflaster in der Rub al-Chali. Der Maßstabswürfel hat die Kantenlänge 1 cm.

Steinpflaster sind ebene, aus mineralischen Verwitterungstrümmern bestehende Oberflächen in Wüsten. Ihre maximalen Korngrößen überschreiten nur selten 100 Millimeter. Sie sind durch pedogene Anreicherungsprozesse gebildet worden und können weite Gebiete bedecken.

## Definierende Beschreibung
Steinpflaster, Wüstenpflaster oder Wüstenmosaik, im Englischen als desert pavement bezeichnet, sind typische Oberflächenformen arider Gebiete. Sie bestehen aus einer dünnen, einlagigen, kiesfraktionellen Oberflächenschicht, deren Mächtigkeit nur ein oder zwei Partikeldurchmesser (3,3 bis 10 Zentimeter) beträgt. Kleinere Korngrößen werden äolisch verlagert und größere Steine dienen nicht mehr als geeignete Sedimentfalle.
Die Gesamtfläche von Steinpflastern kann zwischen wenigen Quadratmetern bis hin zu einigen hundert Hektar variieren. Ihr Bedeckungsgrad liegt bei 50–90 %. Die das Pflaster aufbauenden Gesteinspartikel können gerundet oder eckig sein. Ihre Herkunft ist entweder allochthon oder autochthon, wobei zwischen primärer (Ausgangsgestein im Ursprungszustand) und sekundärer (durch Verwitterung zerkleinertes Ausgangsgestein) Bereitstellung unterschieden wird. Die freiliegende Oberfläche der Steine ist meist mit einem dunkelbraunen bis schwarzen Wüstenlack überzogen, welcher aus Eisen- und Manganoxiden besteht.
Das Pflaster überlagert einen wesentlich dickeren und feinkörnigeren Mantel aus vorwiegend äolischen Sedimenten, der keine gröberen Gerölle oder Gesteinsbruchstücke enthält. Dieser unterlagernde Mantel wird meist durch einen charakteristischen, steinfreien bis steinarmen Oberboden, dem so genannten Vesikularhorizont oder auch Av-Horizont, gekennzeichnet. Eine Wechselwirkung dieses blasenreichen Horizonts mit dem aufliegenden Wüstenpflaster wird in der Literatur häufig vermutet.

## Bezeichnungen
Steinpflaster tragen nach ihrer Art des Auftretens unterschiedliche, regionale Bezeichnungen.
Wird das Pflaster vorwiegend aus Gesteinsbruchstücken und wesentlich wenigeren, losen Geröllen aufgebaut, so ist der Begriff Schutt-Hammada angebracht. Das Wort Hammada stammt aus dem Arabischen. همادة hammāda ist abgeleitet von hāmid هامد und bedeutet abgestorben, leblos, erstarrt, erloschen, unfruchtbar. Fels-Hamadas sind ausgedehnte Flächen, die weitgehend von großen, eckigen Gesteinsbruchstücken übersät werden (mit Korngrößen > 100 Millimeter). Sie treten beispielsweise in der Sahara Libyens auf. Bei einer Vormacht von kleineren, gerundeten Bruchstücken und geschlossener Oberfläche ist jedoch der arabische Begriff Reg angebracht, der kleiner werden bedeutet und Kieswüsten bezeichnet. Beispiele für Regs finden sich z. B. am Toten Meer und im Sinai. Reg-Oberflächen werden in der Zentralsahara als Serir bezeichnet, sie sind im Unterschied zu Regs jedoch aus kantigem Material zusammengesetzt. In Australien heißen Steinpflaster Gibber, Gibber Plains oder auch Stone Mantle und in Zentralasien gobi oder saï.

## Entstehung
Im Gegensatz zum optischen Eindruck, den Steinpflaster hervorrufen, handelt es sich nicht um die sichtbare, aberodierte Oberfläche einer mehr oder weniger dicht gepackten, losen Geröllbrekzie, sondern um eine oft nur 20–30 Millimeter flache Steinlage, die einen sehr lockeren Geröllmantel mit hohem Schluffanteil abdeckt. Der Fuß kann beim Betreten von Steinpflastern deshalb mehrere Zentimeter einsinken.
Vielmehr entstehen Steinpflaster durch eine Anreicherung der Kiesfraktion an der Oberfläche. In der Regel dauert dieser Sortierungsvorgang mehrere Jahrzehntausende, wobei durch Prozesse wie Deflation oder Turbation das ursprünglich vorhandene Feinmaterial ausgeblasen, abtransportiert und verlagert wird. Steinpflaster kennzeichnen daher immer auch rezente oder fossile Erosionsflächen.
Folgende geomorphologischen Prozesse können die Anreicherung bewerkstelligen:
- Sedimentausblasung durch den Wind (Deflation).
- Oberflächenausspülung (Lessivierung).
- Aufwärtswandern der Kiesfraktion (Turbation).
- Langsame Bodenbildung (Akkumulation).
- Differentielle Verwitterung (Substrat-Erosion und Oberflächen-Erosion).

### Deflation
Die Deflation wird gewöhnlich als erstrangiger Entstehungsprozess für Steinpflaster angeführt. So waren frühe Erklärungsansätze von einer Auswehung des äolisch verlagerbaren Feinmaterials ausgegangen. Die Anreicherung erfolgt demzufolge durch den Wind, der kleine Korngrößen ausbläst und die Kiesfraktion als Residuum (engl. lag deposit) zurücklässt.
Die aeolische Deflation wirkt somit selektiv. Das bedeutet, dass Feinmaterial zuerst angegriffen und ausgeweht wird, während die groben Komponenten zurückbleiben und passiv an der Oberfläche akkumulieren.
Ein so entstandener Bodenhorizont erreicht irgendwann einen stabilen, inaktiven Zustand. Eine weitere Umgestaltung findet nach vollständiger Ausprägung dann kaum mehr statt. Die Glätte der entstandenen Oberfläche bietet selbst bei höheren Windgeschwindigkeiten keinerlei Angriffsfläche mehr zur Auswehung des unter dem Steinpflaster befindlichen Bodens, der daher vor weiterer Deflation geschützt wird.
Im Gegensatz zur kantigen, grobkörnigen Hammada, bei der es zwischen den Gesteinsfragmenten zu starken Makroverwirbelungen kommt, welche das Ausblasen des Schluffs noch verstärken, verbleiben die feinkörnigen Bestandteile unter und zwischen den Komponenten des Steinpflasters.
Die Deflations-These stützt sich auf Feldversuche, die eine Deflation von freiliegendem Feinmaterial belegen. Dabei wurden auf einen Quadratmeter 10 kg gesiebtes Material des Av-Horizontes künstlich aufgetragen. Innerhalb von drei Tagen wurde das Feinmaterial vollständig ausgeweht.
Der sehr geringe Anteil großer Gesteinsbruchstücke im Untergrund steht konträr zum aufliegenden Steinpflaster. Dies wird mit dem oberflächlichen Auswehen kleinerer Steine während der Pavementgenese erklärt. Bei dem Substrat handelt es sich um allochthones Material, welches durch Erosion der umliegenden Hochlagen bereitgestellt wurde und möglicherweise während feuchterer Klimaperioden in Form von Massenbewegungen (z. B. Muren) transportiert und abgelagert wurde.
Beispiele für sicher belegte Deflation finden sich in Israel und in der peruanischen Küstenwüste. In Peru wird das Pflaster von Sand und Kies unterlagert und nicht wie bei Steinpflastern üblich von Silt und Tonen.
Einige Forscher bezweifeln jedoch die Effizienz der Winderosion aufgrund:
- Der beobachteten Bindung des Feinmaterials in Krusten.[7]
- Der zunehmenden Abschirmung des Feinmaterials durch das langsam entstehende, an Relief gewinnende Pflaster.[9]
- Der recht mächtigen Lage von Feinmaterial im Mantel unter dem Pflaster.

Die Deflation wird folglich nur als Teilprozess der Genese von Steinpflastern angesehen. Als Ursachen für das Aufwachsen des Grobbodenanteils gelten vielmehr Quell- und Schrumpfungsprozesse (Turbation). Weiterhin wird auf den Einfluss von Oberflächenabfluss (Ausspülung) als Hauptursache flächenhafter Erosion verwiesen, der Wechselbeziehung mit dem unterlagernden Vesikularhorizont und anderen mechanischen und chemischen Prozessen.

### Ausspülung
Die Ausspülung (Lessivierung), engl. wash, wird als weiterer wichtiger Anreicherungsprozess angesehen, wobei Inundationen der Oberfläche Feinmaterial hinwegführen. Mehrere Forscher konnten quantitativ nachweisen, dass in Steinpflastern, die von Ausspülung betroffen waren, beträchtliche Mengen an Feinmaterial freigesetzt werden. Für die Umgebung der Aguila Mountains in Arizona sieht McHargue in der Oberflächenspülung sogar eine notwendige Bedingung zur Entstehung von Steinpflastern. Damit sich erste Pflaster bilden können, müssen 1 bis 3 Zentimeter an Feinmaterial ausgewaschen werden; erst bei 3 bis 15 Zentimeter werden die Pflaster stabil.
Widersprüchlich sind jedoch in diesem Zusammenhang die weit verbreiteten Oberflächenkrusten, die die Effizienz des Ausspülprozesses in Frage stellen.

### Turbation
Der dritte und zweifellos am häufigsten hinzugezogene Anreicherungsprozess ist ein Aufwärtswandern der Kiesfraktion durch Turbation. Diese Theorie stellte eine Weiterführung der Deflationstheorie dar. Hierunter wird die Aufwärtsdynamik gröberen Gesteinsmaterials im quellfähigen Feinmaterial des unterlagernden Mantels verstanden. Je nach klimatischen Bedingungen, Substrat und anderen Faktoren kann es sich um Salzdynamik, Peloturbation oder Kryoturbation handeln. Der Einfluss der Bioturbation wird in der Literatur meist auf die laterale Bewegung von Steinen innerhalb der Diskussion um die Regeneration von Steinpflastern beschränkt und nicht als Ursache für ein flächiges Aufwachsen der Steine gesehen.
Kryoturbation beruht hauptsächlich auf der Volumenzunahme von Wasser beim Wechsel in den festen Aggregatzustand. Aufgrund der klimatischen Voraussetzungen – sie ist vor allem im periglazialen, glazialen und alpinen Milieu von Bedeutung – spielt sie für einige der Untersuchungsgebiete keine aktuelle Rolle, kann jedoch in Zeiten eines feuchteren und kälteren Klimas durchaus Einfluss ausgeübt haben.
Eine Salzdynamik ist hingegen innerhalb arider Klimate weit verbreitet. Beim Ausfällen von Natriumchlorid oder Gips entsteht ein Kristallisationsdruck. Die Wirkungsweise ist vergleichbar mit dem Prinzip der Kryoturbation.
Das Wirkungsprinzip des Aufwachsens durch Peloturbation beruht auf einer Volumenzunahme des Sedimentkörpers. Die Aufwärtsbewegung wird durch alternierendes Befeuchten und Austrocknen in Gang gesetzt, welches das Feinmaterial anschwellen und wieder einschrumpfen lässt. Das gesamte Substrat erfährt dabei eine Aufwärtsbewegung. Durch das Anschwellen feinkörnigen Materials werden größere Fragmente nach oben gedrückt. Bei Einsetzen der Austrocknung können die größeren Fragmente nicht wieder in ihre Ausgangsposition zurücksinken, da mittlerweile Feinmaterial in den entstandenen Freiraum eingedrungen ist. Durch oftmalige Wiederholung des Vorgangs Einfeuchten/Austrocknen werden die groben Partikel somit ganz langsam an die Oberfläche verlagert.
Als Hauptursache der Aufwärtsbewegung werden die Quell- und Schrumpfungsvorgänge beim Befeuchten und Trocknen von Tonmineralen gesehen. Dabei kommt es während des Austrocknens zur Entstehung von oberflächlichen vertikalen Rissen in hexagonaler Anordnung, welche für eine abwärtige Verlagerung des Steinpflasters meist zu schmal sind und daher mit Silt verfüllt werden. Nach einem Niederschlagsereignis erfolgt eine Volumenzunahme der quellfähigen Tonminerale, was zu einem Herauspressen des Materials führt.
Gestützt wird diese These durch ein Laborexperiment, bei welchem jeweils 12 Steine in einem Becherglas mit Feinboden begraben wurden und mit 22 Wiederholungen beregnet und getrocknet wurden. Vor jedem Zyklus wurde etwas Bodenmaterial über die Becher gestreut. Am Versuchsende wurde die Höhe der Steine gemessen und mit dem Ausgangswert verglichen. Die höchste Aufwärtsverlagerung betrug 1,02 Zentimeter. Steine eines Kontrollversuches, welche nicht beregnet wurden, zeigten hingegen keine Aufwärtsbewegung.
Der Anreicherungsprozess der Turbation ist am effektivsten in Mänteln, deren Böden einen starken Gefügekontrast zwischen dem A- und dem B-Horizont an den Tag legen. Eine Gipslage (engl. gypcrete) unterhalb des Steinpflasters kann jedoch den Anreicherungsprozess behindern.
Die Turbationstheorie bleibt insgesamt dennoch schwierig, da sie sich in der Natur kaum beobachten lässt – so wurden bisher noch keine Beweise für in Transit befindliche Gesteinsfragmente erbracht. Ferner erscheint in extrem ariden Regionen eine ausreichende Eindringtiefe der Feuchtigkeit recht fragwürdig.

### Langsam akkumulierende Bodenbildung
Der Anreicherungsprozess der langsamen, akkumulierenden Bodenbildung (engl. cumulic pedogenesis) ist möglicherweise für das Zentrum Australiens zutreffend. Gemäß Mabbutt (1977 und 1979) wird Staub von der rauen Oberfläche des Steinpflasters eingefangen. Mit zunehmender Staubakkumulation wandert dann das Steinpflaster immer weiter nach oben. Eine eventuelle Größensortierung findet nur im obersten Bereich des feinkörnigen Mantels statt.
Ein vergleichbarer Bildungsmechanismus wird auch von McFadden u. a. (1987) angeführt. Die Entstehung von Steinpflastern im Cima Volcanic Field in Kalifornien geht ihrer Meinung nach auf die In-situ-Verwitterung des anstehenden Basalts und dem Abtransport der Verwitterungsprodukte an der Erdoberfläche zurück. Nach der Akkumulation von äolischem Silt und Ton unterhalb der Kiesfraktion hebt sich das Steinpflaster. Es entsteht somit unmittelbar an der Erdoberfläche und verändert sich nach seiner Formation nur noch wenig. Die Bodenbildung darunter schreitet jedoch weiter voran. Wells u. a. (1991) konnten durch ihre Datierungsarbeiten mittels kosmogener Nuklide (3He und 21Ne) dieses Modell weitgehend bekräftigen. Sie fanden, dass die Alter der anstehenden Lava und die Alter der Klasten statistisch nicht voneinander zu trennen waren.
Ein vergleichbares, aktuelleres Modell ist die sogenannte Floating-Pebble-Hypothese. Demzufolge handelt es sich bei Desert Pavements nicht um Deflationsgebiete, sondern um Depositionsflächen, deren Steinpflaster niemals bedeckt waren.
Zwei Prozesse sind für die Genese der Oberfläche dominant. Zum einen ist das die alluviale Verlagerung von basaltischen Gesteinsbruchstücken aus topografisch höher liegenden Gebieten in bereits mit Feinmaterial gefüllte Senken. Zum anderen wachsen Gesteinsbruchstücke des Ausgangsmaterials unter dem sich akkumulierenden Feinmaterial auf. Die raue Oberfläche der Steinpflaster bewirkt eine Abnahme der Windgeschwindigkeit und damit der Transportkraft des Windes, was eine Deposition der Siltfraktion zur Folge hat. Eine vertikale Bewegung der Steine, die ein Begraben des Pavements verhindert, erfolgt über die Volumenänderung des Feinmaterials durch Quell- und Schrumpfungsprozesse. Feinmaterial wird zwischen den Steinen abgelagert und ein Teil in die Trockenrisse verlagert. Bei einem Niederschlagsereignis kommt es zur Volumenzunahme und damit zum Herausdrücken des vorher eingewehten Materials. Neben dem Aufwachsen des Steinpflasters durch die Quell- und Schrumpfdynamik des tonhaltigen Feinmaterials wird überdies ein enger Zusammenhang mit dem unterlagernden Vesikularhorizont vermutet.

### Differentielle Verwitterung
Als fünfter Anreicherungsprozess wurde 1977 von Mabbutt die differentielle Verwitterung des Substrats (engl. substrate weathering) vorgeschlagen. Aufgrund der Feuchtigkeitsverteilung ist die mechanische Verwitterung unter der Oberfläche wirksamer als an der trockenen Oberfläche. In der Tiefe herrscht somit eine erhöhte Verwitterungsrate, mit dem Ergebnis, dass große Klasten schneller zerfallen und eine Schicht mit feinkörnigem Material ohne Klasten resultiert. Laut Mabbutt soll dieser Vorgang insbesondere bei der Entstehung von Steinpflastern mit granitischer Zusammensetzung wirksam werden. Die Verwitterung grober Klasten unterhalb der Oberfläche in Gegenwart von Salzen sieht er ebenfalls als sehr effizient an.
Verstärkt wird die Verwitterung im Boden durch das höhere Feuchtigkeitsangebot, was zu geringen Korngrößen im Substrat bei gleichzeitiger gröberer Steinauflage führen kann. Vorrangig seien Insolations-, Frost- und Salzverwitterung genannt.
Ein weiterer Ansatz führt die Genese von Pavements auf intensive chemische oder physikalische Verwitterung der steinigen Oberfläche zurück. Das verwitterte Feinmaterial fällt dabei in die Zwischenräume und lagert sich dort ab.
Zusammenfassend lässt sich sagen, dass Steinpflaster in einer ganzen Reihe von Anreicherungsprozessen eine Erklärung finden. Einige dieser Prozesse können unabhängig voneinander ablaufen, wohingegen andere zusammenwirken. Sie können je nach Örtlichkeit unterschiedlich ausgebildet sein, ganz in Abhängigkeit vom herrschenden Klima, von den geomorphologischen Gegebenheiten, vom verfügbaren Ausgangsmaterial und von den lokal realisierbaren Bodenbildungen.

## Vesikularhorizont
Vesikularhorizonte sind chemisch und physikalisch komplexe Oberböden, welche meist von einer Steinauflage bedeckt werden. Charakteristisch ist die blasenreiche Struktur, woraus sich die Nomenklatur Av für vesikulär ableitet. Die Bezeichnung ist jedoch diskutabel, da innerhalb eines Av-Horizontes die Lessivierung sowie Kalk- und Salzanreicherungen eine Rolle spielen, welche typische Prozesse eines B-Horizontes repräsentieren. Weiterhin ist die stetige Zufuhr von Ausgangsmaterial als Charakteristikum des C-Horizontes zu sehen. Die Genese des überwiegend steinfreien bis steinarmen Oberbodens wird mit der Akkumulation von feinkörnigen äolischen Material erklärt, welches sich an der rauen Oberfläche des Steinpflasters ablagert. Die Entstehung der Vesikel führen Evenari et al. (1974), auf Grundlage ihrer Laborexperimente, auf die thermale Ausdehnung der durch die oberflächliche Befeuchtung des Bodens eingeschlossenen Luft zurück. Die Oberflächenverdichtung kann außerdem durch Verschlämmung oder durch das aufliegende Gesteinsmaterial verursacht werden. Im Experiment konnten Evenari et al. (1974) lediglich unter der Petrischale eine Vesikelbildung beobachten und nicht unter unbedecktem Boden. Es konnte jedoch eine Abnahme der Mächtigkeit des Av-Horizontes sowohl unter größeren Steinen als auch bei zunehmender Hangneigung festgestellt werden. Positiv hingegen korreliert die Vesikelbildung mit einem höheren Ton- und Schluffgehalt. Der Kapillardruck und der Wasserdruck führen zu einem Komprimieren der Luft und innerhalb des durchfeuchteten und daher sehr instabilen Bodengefüges zur Bildung bläschenförmiger Poren.

## Einflussfaktoren
Die Entstehung von Desert Pavements mit einem darunterliegenden Vesikularhorizont ist ein komplexer Prozess, welcher durch mehrere Faktoren beeinflusst wird. Im Folgenden sollen Interaktionen der Einflussfaktoren mit dem Steinpflaster und dem Schaumboden dargelegt sowie Konnektivitäten untereinander gezeigt werden.

### Klima
Grundlage für die Bildung eines Vesikularhorizontes ist die Akkumulation von Feinmaterial. Erosion, Transport und Ablagerung von Löss können nur unter ariden Bedingungen und damit einhergehender geringer Vegetationsdichte und ausreichend hoher Windenergie geschehen. Da die Verbreitung von Steinpflastern stark an die Niederschlagsverteilung gebunden ist, wird im Folgenden näher auf den entscheidenden Einfluss des Klimas eingegangen.

#### Einfluss von Temperatur
Neben diversen Prozessen, die zum Aufwachsen des Grobmaterials führen können, kann es durch Frosthebung ebenfalls zur Bildung eines Steinpflasters kommen. Grundlegenden Einfluss auf Pavements übt die Temperatur indirekt über die Wechselwirkung mit anderen Faktoren aus. Die temperaturbedingte hohe Verdunstung reduziert das pflanzenverfügbare Wasser und prägt damit die Vegetationsverteilung. Ein hoher täglicher Temperaturwechsel begünstigt die Insolationsverwitterung, was zu einem höheren Bedeckungsgrad des Pavements führen kann.

#### Einfluss von Niederschlag
Zwar sind die Niederschlagsmengen und -häufigkeiten in ariden Gebieten sehr gering, dennoch besitzen sie einen großen Einfluss auf die Morphogenese von Wüsten. So sind Splash-Effekte und ein oberflächlicher Abfluss verantwortlich für die Verkrustung des Oberbodens. Die mechanische Energie der Regentropfen zerstört beim Aufprall die Bodenaggregate, welche wiederum die Makroporen verschließen und es kommt zur Einregelung der Tonminerale. Weiterhin fungieren Tonminerale und Salze als Bindemittel zwischen gröberem Feinmaterial. Infolge der Verdichtung wird zum einen der äolische Austrag von Feinmaterial reduziert und zum anderen nimmt die Infiltrationsrate ab, was zu einem verstärkten Oberflächenabfluss führt. Weiterhin wird der Oberflächenabfluss als Ursache für die laterale Bewegung von Steinen gesehen, welche auch in Gebieten mit sehr geringer Reliefenergie möglich ist. Niederschlag wird demnach als notwendiger Bestandteil der Entstehung von Steinpflastern gesehen.

#### Einfluss von Wind
Die Bildung eines überwiegend steinfreien Oberbodens unter Steinpflastern wird auf die Akkumulation äolisch verfrachteten Feinmaterials zurückgeführt. Damit ist Wind eine Hauptursache für die akkretionäre Pedogenese. Der Einfluss auf Steinpflaster wird kontrovers diskutiert. So belegt die Existenz von Windkantern in der Atacamawüste eine hohe Windenergie, welche in diesem Gebiet Wüstenpflaster als Folge von Deflationsprozessen möglich erscheinen lassen. Ebenso zeigen Experimente die erodierende Wirkung von Wind auf unbefestigtes Feinmaterial. Nach Ausbildung eines Steinpflasters und der Verkrustung des Vesikularhorizontes kann es hingegen nur zu einer sehr geringen Deflation kommen, da kaum verlagerbares Material zur Verfügung steht. Man geht davon aus, dass maximal Steine bis 2 cm Durchmesser äolisch verlagert werden können, wobei Windgeschwindigkeiten bis 60 km/h lediglich zu einem Transport von Feinmaterial bis 1 cm führen. Die untergeordnete Rolle des Windes wird mit dem Vorhandensein des Wüstenlackes begründet, welcher ein Zeichen geringer Winderosion ist. Wind als mögliche Ursache für die laterale Bewegung spielt nicht nur bei Steinpflastern eine Rolle. So wird das Phänomen der sich bewegenden Steine in der Racetrack Playa hauptsächlich auf Windenergie zurückgeführt. Dabei kommt es unabhängig vom minimalen Gefälle zur Bewegung von bis zu 320 kg schweren Steinen. Um die Haftreibung zu reduzieren, ist eine Durchfeuchtung des sehr tonhaltigen Substrats notwendig.

### Wasser
Steinpflaster haben einen entscheidenden Einfluss auf die Infiltrationsrate und damit auf das pflanzenverfügbare Wasser. Die Reduzierung der infiltrierenden Wassermenge wird durch den Interzeptionsspeicher der Steine und die Versiegelung der Oberfläche bewirkt. Oberflächenabfluss, welcher fähig ist, neben Sediment auch Grobmaterial zu verlagern, wird für die geringe Reliefenergie der meisten Pavements mitverantwortlich gemacht.

### Relief
Innerhalb flach geneigter Ebenen kann es durch Wassersättigung der obersten Bodenschicht zu einer Fließbewegung des Feinmaterials kommen. Es kann eine Abnahme der Lagerungsdichte des Steinpflasters mit zunehmender Höhe um circa 3 % pro 100 Höhenmeter festgestellt werden. Weiterhin nimmt die Ausbildung des Vesikularhorizontes mit zunehmender Hangneigung ab, was möglicherweise auf die geringere Infiltrationsrate zurückzuführen ist.

### Lebewesen

#### Einfluss der Flora
Vegetation ist die Hauptursache für die Zerstörung von Wüstenpflastern und indirekt proportional zur Dichte des Steinpflasters. In Gebieten mit Strauchgesellschaften ist eine verstärkte äolische Akkumulation von Feinmaterial unter Sträuchern festzustellen, wobei das Steinpflaster lediglich in den Zwischenräumen der diffusen Vegetation auftritt. Weiterhin führt Vegetation zu einer Destruktion des Vesikularhorizontes bzw. verhindert dessen Genese. Möglicherweise wird durch den fehlenden Av-Horizont das Einwandern der Steine verhindert. Störungen des Pavements, wie umgedrehte Steine, korrelieren räumlich stark mit Gebieten annueller Pflanzen und können direkt durch das Wachstum der Pflanzen verursacht sein oder indirekt durch den Einfluss von Tieren.

#### Einfluss der Fauna
Außerdem wird die Aktivität von Tieren als Ursache sowohl für das Umdrehen der Steine als auch für die laterale Bewegung von Steinen vermutet. Dies kann durch die Fortbewegung von Lebewesen am Boden erfolgen, oder durch Vogelschwärme, welche zur Nahrungssuche landen und den Boden nach Samen durchsuchen. Somit ist eine Störung des Pavements direkt an das Vorhandensein rezenter Vegetation gebunden. Ein Einfluss der Mikrofauna auf die Beschaffenheit der Oberflächen wird ebenfalls diskutiert. Weiterhin werden Filamente von Bakterien auf der Bodenoberfläche als relevant für die Bewegung der Steine in der Racetrack Playa gehalten.

### Substrat
Neben einem ariden Klima scheint der Vesikularhorizont außerdem an ein geeignetes Substrat gebunden zu sein. Eine Vesikulargenese findet unter den meisten Bodenarten statt, wobei Sand eine Ausnahme bildet. Demnach ist ein Mindestanteil von Schluff und Ton notwendig für die Genese. Eine positive Korrelation des Vesikularhorizontes mit dem Anteil von Schluff und Ton konnte ebenfalls nachgewiesen werden. Ausgefallenes Calciumcarbonat sowie Tonhäutchen an den Innenwänden der Vesikel können deren Stabilität erhöhen.
Infolge des ariden Klimas kommt es zu einer Salzanreicherung im Boden. Die Volumenzunahme bei dem Auskristallisieren von Salz kann ein Aufwachsen des Steinpflasters induzieren, ähnlich den Prozessen der Frosthebung. Der Kristallisationsdruck ist außerdem für die Salzverwitterung verantwortlich, welche die Korngröße der Steinauflage reduziert und damit den Bedeckungsgrad erhöht. Ein höherer Bedeckungsgrad führt wiederum zu einer geringeren Infiltration. Ein erhöhter Salzgehalt im Oberboden reduziert die Wurzeltiefe der meisten Pflanzen (eine Ausnahme bilden Halophyten) und damit das Pflanzenwachstum allgemein. Die destruierende Wirkung von Vegetation wurde im obigen Abschnitt dargelegt.

### Zeit
Steinpflaster gehören zu den ältesten Oberflächenformen der Welt. Bedingt durch eine extrem geringe Erosion, kann ihre Gestalt für mehr als 2 Millionen Jahre unverändert bleiben. Bei der Entwicklung von Desert Pavements kann ein Klimaxstadium erreicht werden. In diesem Zustand hätte die Steinauflage durch Verwitterung einen minimalen Durchmesser erreicht und somit bestände größter Schutz vor Erosion. Ein geringerer Durchmesser der aufliegenden Gesteinsfragmente ist folglich ein Zeichen einer länger anhaltenden Verwitterung und damit älteren Ursprungs. Weiterhin wird die Intensität des Wüstenlackes als Indikator für das Alter des Pavements gesehen.
Einerseits benötigen Desert Pavements mehrere zehntausend Jahre zur vollständigen Entwicklung, anderseits verläuft ein Regenerationsprozess über wenige Jahrzehnte bis Jahrhunderte. So belegen Untersuchungen eine signifikante Regeneration eines beräumten Steinpflasters innerhalb weniger Jahre. In 80 Jahren könnte sich so eine Fläche im Quadratdezimeterbereich vollständig regenerieren.

## Rezente Wüstenpflaster

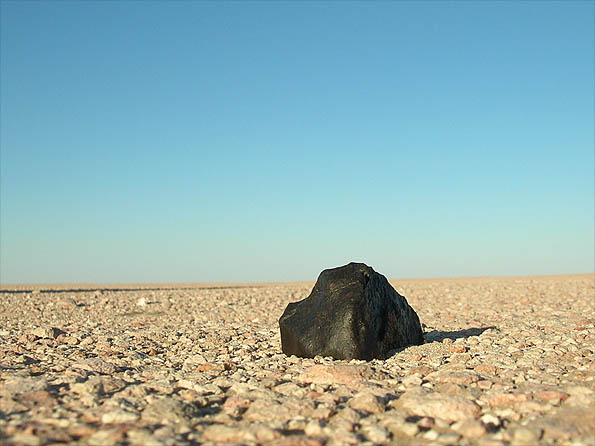
Meteoritenfund auf Wüstenpflaster (Chondrit, 408,50 g)

Wüstenpflaster repräsentieren oft sehr alte Oberflächen. Alle größeren Objekte aus widerstandsfähigen Materialien, die vor oder während des Deflationsprozesses in oder auf den (Löss-)Boden gelangten, enden schließlich auf der rezenten Oberfläche. Dazu zählen prähistorische Werkzeuge ebenso wie moderne Artefakte, aber auch Meteoriten. Meteoritenfunde auf Wüstenpflaster repräsentieren oft sehr alte Fälle, die zunächst im Boden einsedimentiert wurden und so der chemischen und mechanischen Verwitterung entgingen. Durch Winderosion freigelegt, kommen sie bei der Bildung des Wüstenpflasters auf der rezenten Oberfläche zu liegen.

## Verbreitung
In der Bezeichnung Wüstenpflaster ist implizit das Hauptverbreitungsgebiet enthalten. Jedoch beschränken sich Wüsten in diesem Fall nicht ausschließlich auf aride und semiaride Gebiete innerhalb der Wendekreise. Ähnliche Erscheinungsformen sind ebenso für periglaziale Gebiete und Gebirgsregionen bekannt, jedoch wurde hier bisher kein Vesikularhorizont nachgewiesen. So werden in Island mehr als 50 Zentimeter mächtige Sandablagerungen unter einer steinigen Oberfläche gefunden. Im Gebiet des Gebirges Sør Rondane in Antarktika wurde eine 30–40 Zentimeter mächtige, salzhaltige, schluffige Schicht nachgewiesen, welche von einem Steinpflaster aus leicht verwitterbarem Gneis bedeckt ist. Ob es sich bei diesen Erscheinungen des periglazialen und glazialen Bereichs lediglich um Konvergenzformen handelt, welche durch Frosthebung und intensive Verwitterung entstanden sind, oder ob vergleichbare morphogenetische Prozesse stattfanden, ist fraglich. Übereinstimmung herrscht bei der These, dass auch in Island das Steinpflaster als Sedimentationsfalle fungiert.
Fossile Steinpflaster finden sich oft an der Basis von Lößablagerungen.
Ihre Verbreitung im Einzelnen:
- Ägypten – Gilf Kebir
- Algerien:
  - Hammada du Draa
  - Hammada de Tindouf[23]
  - Hammada Tounassine[24]
  - Umgebung des Hoggar
- Antarktis:
  - Sør Rondane
- Chile:
  - Atacamawüste
- Island
- Israel:
  - Sinai (Reg)
  - Totes Meer (Reg)
- Jordanien:
  - Djebel Drus (Schutt-Hamada)
- Libyen:
  - Gilf Kebir
  - Hamada al-Hamra
  - Djebel Ben Ghnema (Serir)
  - Kalanshiyu (Serir)
  - Marzuk (Hamada)
  - Tibesti (Serir)
  - Tinghert (Hamada)
- Kapverdische Inseln:
  - Boa Vista
- Marokko:
  - Hamada von Tindouf
  - Umgebung des Erg Chebbi
- Peru:
  - Nazca
  - Punta Carballes
- Saudi-Arabien:
  - Jilh-Sandstein bei Buraidah (Fels-Hamada)
- Syrien:
  - Gebiet östlich des Hauran
- Vereinigte Staaten:
  - Arizona:
    - Aguila Mountains

  - Kalifornien:
    - Afton Canyon
    - Cima Dome & Volcanic Field National Natural Landmark
    - Death Valley
    - Mojave-Wüste

  - Nevada:
    - Lahontan Basin